# 2524 Будовісіум
2524 Будовісіум (2524 Budovicium) — астероїд головного поясу, відкритий 28 серпня 1981 року.
Тіссеранів параметр щодо Юпітера — 3,198.